# Земо-Толеби
Земо-Толеби (груз. ზემო ტოლები) — село в Грузии, на территории Самтредского муниципалитета края (мхаре) Имеретия.

## География
Село находится в западной части Грузии, на левом берегу реки Хевисцкали, на расстоянии 19 километров к юго-западу от города Самтредиа, административного центра муниципалитета. Абсолютная высота — 122 метра над уровнем моря.

## Население
По результатам официальной переписи населения 2014 года, в Земо-Толеби проживало 168 человек (81 мужчина и 87 женщин). В национальной структуре населения грузины составляли 99 %, армяне — 0,5 %, украинцы — 0,5 %.